# Șag

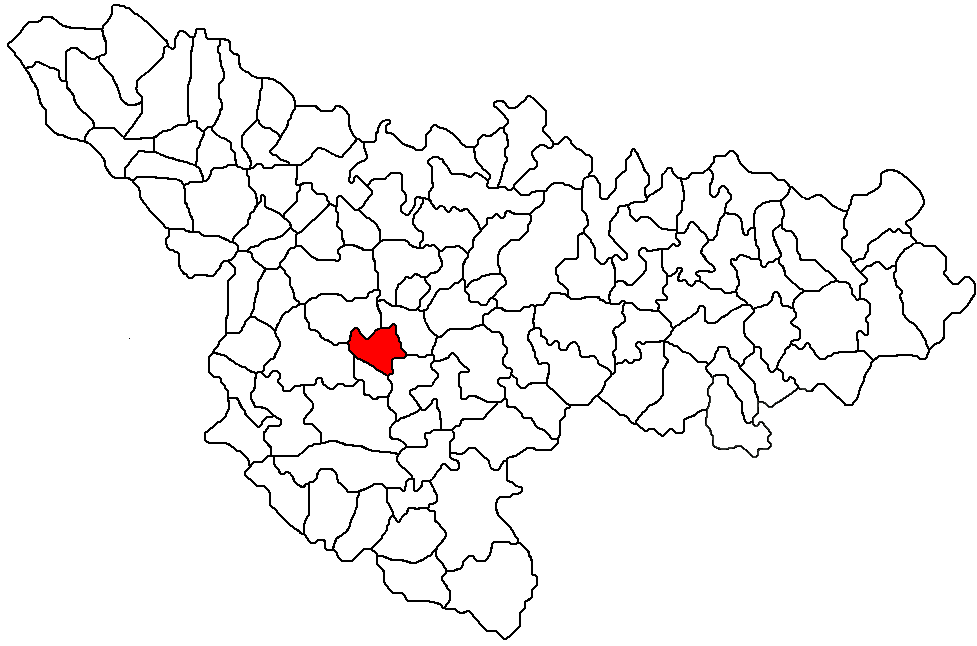
Lage von Șag im Kreis Timiș

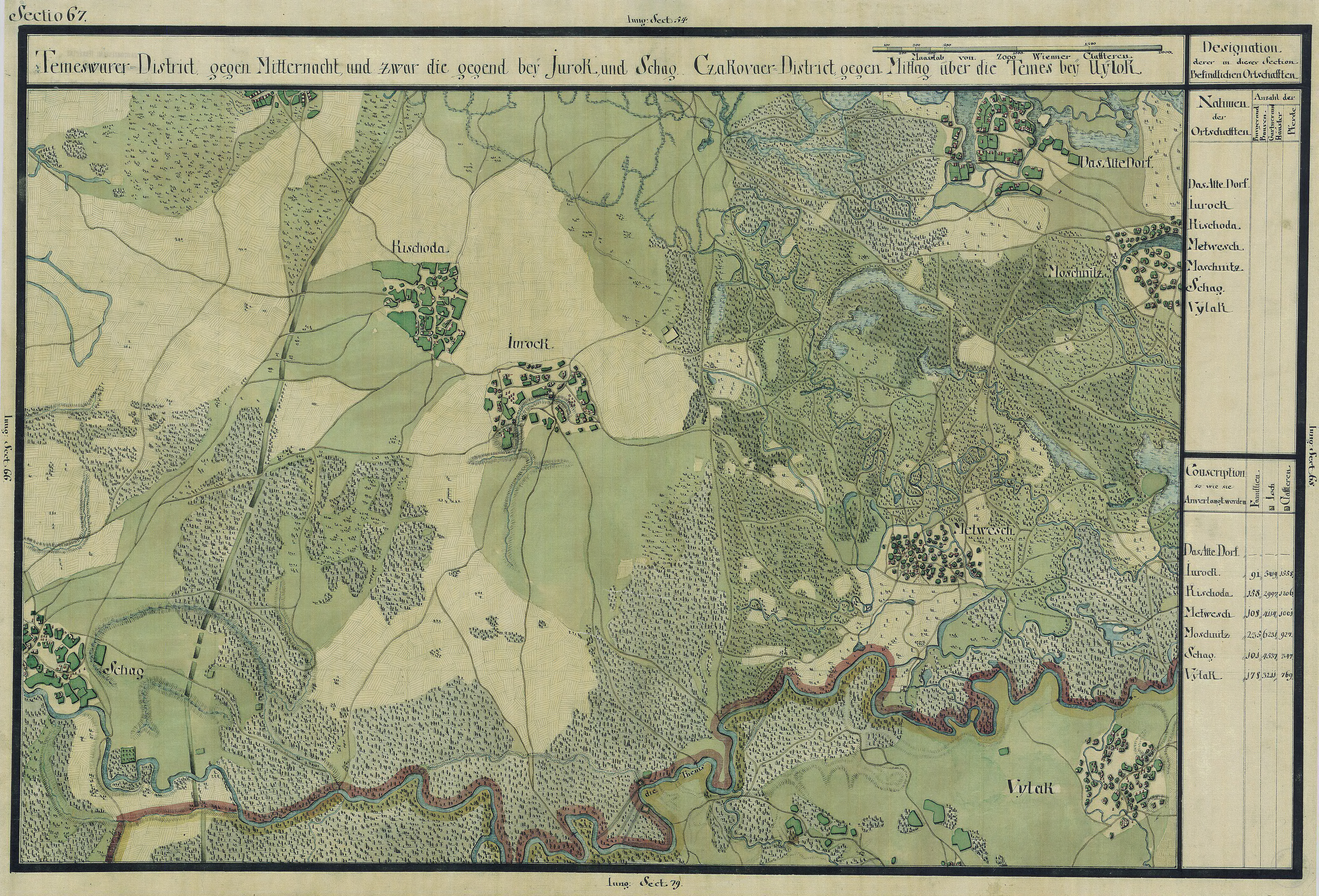
Schag auf der Landkarte der Josephinischen Landaufnahme

Șag (deutsch Schag, ungarisch Temesság) ist eine Gemeinde im Kreis Timiș, in der Region Banat, im Südwesten Rumäniens.

## Geografische Lage
Șag befindet sich am rechten Temeschufer, in 14 Kilometer Entfernung von der Kreishauptstadt Timișoara (Temeswar) und liegt an der Europastraße 70 (Nationalstraße DN 59) und an der Bahnstrecke Timișoara–Reșița.

### Nachbarorte
| Sânmihaiu Român | Freidorf                                    | Giroc    |
| Diniaș          | Kompassrose, die auf Nachbargemeinden zeigt | Urseni   |
| Parța           | Jebel                                       | Pădureni |

## Etymologie
Der Ort wurde erstmals in den päpstlichen Zehentlisten im Jahr 1333 unter dem Namen Sagath, dann Swag und schließlich Sag im Jahr 1334 erwähnt. Von 1404 bis 1425 war Schag Eigentum von Laurentiu Saghi. Während der Türkenherrschaft hieß der Ort Sagul. Zur Zeit der Josephinischen Landaufnahme (1717) zählte Sasch 65 Häuser. Im Laufe der Jahrhunderte traten auch die Ortsbezeichnungen Saagh, Schaag, sowie die ungarische Ortsbezeichnung Temesság auf. Nach dem Ersten Weltkrieg erhielt der Ort die amtliche Bezeichnung Șag.
Der Bahnhof, der 1914 außerhalb des Ortes gebaut wurde, erhielt den Namen Timișeni, um eine Verwechslung mit Șagu (Dreispitz) im Kreis Arad zu vermeiden.

## Geschichte
1821 gelangten die Siedlung und das Gut in den Besitz des Bistums Csanád. Dieses warb deutsche Saisonarbeiter aus den umliegenden Dörfern an, die sich in Schag niederließen. Die ersten deutschen Siedler kamen 1823 aus Freidorf, Jahrmarkt, Sankt-Andreas, Mercydorf, Billed, Lowrin, Gertjanosch, Groß-Jetscha, Klein-Jetscha, Großkomlosch, Hatzfeld, Nakodorf und Deutsch-Zerne.
1830 kamen einige tschechische Familien und 1892 zog eine Familie Ungarn nach Șag. Bis 1823 war Șag ein rein rumänisches Dorf. In Șag gibt es heute vier Kirchen, eine rumänisch-orthodoxe, eine römisch-katholische, eine Kirche der Pfingstbewegung und eine baptistische.
Am 4. Juni 1920 wurde das Banat infolge des Vertrags von Trianon dreigeteilt. Der größte, östliche Teil, zu dem auch Schag gehörte, fiel an Rumänien.
Infolge des Waffen-SS Abkommens vom 12. Mai 1943 zwischen der Antonescu-Regierung und Hitler-Deutschland wurden alle deutschstämmigen wehrpflichtigen Männer in die deutsche Armee eingezogen. Noch vor Kriegsende, im Januar 1945, fand die Deportation aller volksdeutschen Frauen zwischen 18 und 30 Jahren und Männer im Alter von 16 bis 45 Jahren zur Aufbauarbeit in die Sowjetunion statt. Das Bodenreformgesetz vom 23. März 1945, das die Enteignung der deutschen Bauern in Rumänien vorsah, entzog der ländlichen Bevölkerung die Lebensgrundlage.

## Wirtschaft
1856 wurde der Bahnhof Timișeni gebaut, sowie ein Postamt und ein Telegrafenamt eingerichtet. 1857 bis 1860 wurden die beiden Eisenbahnbrücken und die Ziegelei gebaut. Aus jener Zeit stammen die wichtigsten Backsteinbauten der Ortschaft: das Rathaus (1887), die römisch-katholische Kirche (1884), die deutsche Schule (1889), die neue Mühle (1890).

## Tourismus
Dank seiner Lage an der Temesch und der Nähe zu Temeswar ist Șag ein beliebtes Ausflugsziel. Die Temesch bei Șag wird von den Temeswarern gerne als Erholungsort genutzt. Wegen ihres Fischreichtums ist die Temesch auch für Angler ein beliebter Ort.
Das Sportleben in Șag ist dank der Nähe zu Temeswar sehr rege. Die ersten Autorennen Rumäniens fanden 1934 in Șag statt. An diesem Rennen nahm auch Prinz Nikolaus von Hohenzollern-Sigmaringen, der Bruder von König Carol II., teil und ging als Sieger aus dem Rennen hervor.
Die Gemeinde verfügt über ein Hotel sowie über mehrere Restaurants und Kabanen am rechten Temeschufer. Ein beliebtes touristisches Ziel ist das 1946 erbaute Kloster Timișeni.

## Demografie
| 1880 | 4469 | 2197 | 226 | 1691 | 355           |
| 1910 | 5160 | 2086 | 865 | 1894 | 315           |
| 1930 | 4935 | 2213 | 671 | 1772 | 279           |
| 1977 | 5086 | 3215 | 840 | 808  | 223           |
| 2002 | 4506 | 3690 | 468 | 155  | 193           |
| 2011 | 3009 | 2497 | 271 | 59   | 182           |
| 2021 | 5303 | 4472 | 168 | 49   | 614 (28 Roma) |